# Bartramia eugeniae
Bartramia eugeniae là một loài rêu trong họ Bartramiaceae. Loài này được Ångström Müll. Hal. mô tả khoa học đầu tiên năm 1900.